# اولستد (شهر هلسنس)
اولستد (به دانمارکی: Ølsted) یک شهرک در دانمارک است که در کمون هلسنس واقع شده‌است. اولستد ۱٬۹۲۰ نفر جمعیت دارد.